# Tylophora
Tylophora är ett släkte av oleanderväxter. Tylophora ingår i familjen oleanderväxter.

## Dottertaxa tillTylophora, i alfabetisk ordning[1]
- Tylophora acutipetala
- Tylophora adnata
- Tylophora alata
- Tylophora amboinensis
- Tylophora aneityensis
- Tylophora angustifolia
- Tylophora anisotomoides
- Tylophora anomala
- Tylophora anthopotamica
- Tylophora apiculata
- Tylophora arachnoidea
- Tylophora arenicola
- Tylophora aristolochioides
- Tylophora astephanoides
- Tylophora augustiniana
- Tylophora badia
- Tylophora barbata
- Tylophora biglandulosa
- Tylophora bilobata
- Tylophora brackenridgei
- Tylophora brassii
- Tylophora brevipes
- Tylophora brownii
- Tylophora calcarata
- Tylophora calcicola
- Tylophora celebica
- Tylophora chingtungensis
- Tylophora cinerascens
- Tylophora cissoides
- Tylophora clemensiae
- Tylophora coddii
- Tylophora coilolepis
- Tylophora colorata
- Tylophora congesta
- Tylophora congolana
- Tylophora conspicua
- Tylophora cordifolia
- Tylophora cordigera
- Tylophora coriacea
- Tylophora corollae
- Tylophora costantiniana
- Tylophora crebriflora
- Tylophora cycleoides
- Tylophora dahomensis
- Tylophora dalatensis
- Tylophora dalzellii
- Tylophora dorgelonis
- Tylophora dumetorum
- Tylophora elmeri
- Tylophora erecta
- Tylophora erubescens
- Tylophora excisa
- Tylophora exilis
- Tylophora fasciculata
- Tylophora filiformis
- Tylophora flanaganii
- Tylophora fleckii
- Tylophora flexuosa
- Tylophora floribunda
- Tylophora forrestii
- Tylophora gilletii
- Tylophora glabra
- Tylophora glabriflora
- Tylophora glauca
- Tylophora globifera
- Tylophora gracilenta
- Tylophora gracillima
- Tylophora grandiflora
- Tylophora guillauminiana
- Tylophora harmandii
- Tylophora havilandii
- Tylophora helferi
- Tylophora hellwigii
- Tylophora henryi
- Tylophora heterophylla
- Tylophora himalaica
- Tylophora hui
- Tylophora indica
- Tylophora insulana
- Tylophora iringensis
- Tylophora japonica
- Tylophora javanica
- Tylophora joloensis
- Tylophora kenejiana
- Tylophora kerrii
- Tylophora koi
- Tylophora labuanensis
- Tylophora laevigata
- Tylophora laevis
- Tylophora lancilimba
- Tylophora leptantha
- Tylophora linearis
- Tylophora longifolia
- Tylophora lugardae
- Tylophora lui
- Tylophora luzonica
- Tylophora lycioides
- Tylophora macrantha
- Tylophora macrophylla
- Tylophora matsumurae
- Tylophora membranacea
- Tylophora minahassae
- Tylophora minima
- Tylophora multiflora
- Tylophora nana
- Tylophora nicobarica
- Tylophora oblonga
- Tylophora oculata
- Tylophora oligophylla
- Tylophora oshimae
- Tylophora ovata
- Tylophora paniculata
- Tylophora parviflora
- Tylophora pauciflora
- Tylophora perakensis
- Tylophora perlaxa
- Tylophora perrottetiana
- Tylophora physocarpa
- Tylophora picta
- Tylophora pierrei
- Tylophora pilosa
- Tylophora pilosissima
- Tylophora plagiopetala
- Tylophora polyantha
- Tylophora purpurea
- Tylophora ramosii
- Tylophora rhizophoretorum
- Tylophora riparia
- Tylophora rockii
- Tylophora rotundifolia
- Tylophora rupestris
- Tylophora rupicola
- Tylophora sarasinorum
- Tylophora schmidtii
- Tylophora schumanniana
- Tylophora secamonoides
- Tylophora setosa
- Tylophora silvestrii
- Tylophora silvestris
- Tylophora simiana
- Tylophora splendida
- Tylophora squarrosa
- Tylophora stenoloba
- Tylophora subramanii
- Tylophora sylvatica
- Tylophora tanakae
- Tylophora tannaensis
- Tylophora tenerrima
- Tylophora tengii
- Tylophora tenuipedunculata
- Tylophora tenuissima
- Tylophora treubiana
- Tylophora trichambon
- Tylophora tridactylata
- Tylophora tsiangii
- Tylophora tuberculata
- Tylophora umbellata
- Tylophora uncinata
- Tylophora urceolata
- Tylophora whitfordii
- Tylophora williamsii
- Tylophora villosa
- Tylophora woollsii
- Tylophora yunnanensis
- Tylophora zeylanica